# Sfayah Min Dhahab
Sfayah Min Dhahab  es una película del año 1988.

## Sinopsis
Youssef Soltane, un intelectual tunecino de 45 años, es el producto de una generación que conoció los periodos de euforia de las grandes ideologías de los años sesenta y su fracaso. Fue encarcelado y torturado por sus opiniones políticas. Más aún, una tumultuosa relación con Zineb, una joven y guapa burguesa, solo le trae problemas. Durante una larga noche de invierno, Youssef deambula sin rumbo en busca de un refugio afectivo, presa de todos los interrogantes que acuden a su memoria.

## Premios
- Valencia 1989
- Cine Africano, Khouribga, 1990